# Liste auf Mauritius vorhandener Dampflokomotiven
Dies ist eine Liste erhaltener Dampflokomotiven auf dem Gebiet von Mauritius.
Die Mauritius Government Railway, die Staatsbahn der Insel, verkehrte auf Normalspur. Zuckerrohrbahnen wurden in einer Vielzahl von Spurweiten errichtet und betrieben.

## Spurweite 1435 mm
| Foto | Nummer oder Name                                     | Bauart / Achsfolge | Hersteller | Fabrik- nr. | Baujahr | Historie | Eigentümer / Betreiber / Strecke | Standort               | Bemerkungen                 |
| ---- | ---------------------------------------------------- | ------------------ | ---------- | ----------- | ------- | -------- | -------------------------------- | ---------------------- | --------------------------- |
|      | Mauritius Government Railway, Lokomotive der F-Class |                    |            | 4268        | 1925    |          |                                  | Bois Cheri Tea Factory | nur der Kessel ist erhalten |

## Spurweite 930 mm
| Foto | Nummer oder Name         | Bauart / Achsfolge | Hersteller | Fabrik- nr. | Baujahr | Historie | Eigentümer / Betreiber / Strecke | Standort                                  | Bemerkungen |
| ---- | ------------------------ | ------------------ | ---------- | ----------- | ------- | --- | -------------------------------- | ----------------------------------------- | ----------- |
|      | Beau Champ “Sir William” | C n2t              | O&K        | 12183       | 1930    | Beau-Champ Estates, Mauritius „SIR WILLIAM“ (750 mm; 1972 vh) / 19xx Beau Plan Museum, Beau Champ [Mauritius] „SIR WILLIAM“ (930 mm) |                                  | L’Aventure du Sucre Museum, Pamplemousses | [ 2 ] [ 3 ] |

## Spurweite 914 mm (3 Fuß)
| Foto | Nummer oder Name | Bauart / Achsfolge | Hersteller            | Fabrik- nr. | Baujahr | Historie | Eigentümer / Betreiber / Strecke | Standort                           | Bemerkungen |
| ---- | ---------------- | ------------------ | --------------------- | ----------- | ------- | -------- | -------------------------------- | ---------------------------------- | ----------- |
|      | 204              | B 1' n2t           | Lowca Engineering Co. | 204         | 1889    |          |                                  | Beau Champ / Grand Riviere Sud Est | [ 2 ] [ 4 ] |
|      | 190 “Harriette”  | B 1' n2t           | Fletcher Jennings     | 190         | 1883    |          |                                  | Beau Champ / Grand Riviere Sud Est | [ 2 ] [ 5 ] |
|      |                  |                    | Lowca Engineering Co. | 207         | 1890    |          |                                  | Marine & Tar Products              | [ 2 ] [ 6 ] |

## Spurweite 800 mm
| Foto | Nummer oder Name                     | Bauart / Achsfolge | Hersteller | Fabrik- nr. | Baujahr | Historie | Eigentümer / Betreiber / Strecke | Standort                            | Bemerkungen                                    |
| ---- | ------------------------------------ | ------------------ | ---------- | ----------- | ------- | --- | -------------------------------- | ----------------------------------- | ---------------------------------------------- |
|      |                                      | C n2t              | O&K        | 12791       | 1936    | Medine Estate, Mauritius / 19xx Denkmal, Casela Bird Park, Médine [Mauritius]                                             |                                  | Casela Bird Park                    | [ 2 ] [ 7 ]                                    |
|      | Deep River Sugar Estate No. 11 (204) | C n2t              | O&K        | 11194       | 1926    | Deep River Sugar Estate, Plantage Beau Champ, Mauritius „204“ /‑1972 Mon Trésor Sugar Estate, Mon Trésor [Mauritius] „11“ |                                  | Mon Tresor Mon Desert sugar factory | Lokomotive ist mit einem Kesselimitat versehen |

## Spurweite 750 mm
| Foto | Nummer oder Name             | Bauart / Achsfolge | Hersteller  | Fabrik- nr. | Baujahr | Historie | Eigentümer / Betreiber / Strecke | Standort                 | Bemerkungen  |
| ---- | ---------------------------- | ------------------ | ----------- | ----------- | ------- | --- | -------------------------------- | ------------------------ | ------------ |
|      | 1058                         | C n2t              | O&K         | 12774       | 1936    | La Barraque Estates, Mauritius / 19xx Zuckerplantage Bel Air, Bel Air [Mauritius] „1058“ → aDenkmal, Zuckerplantage Bel Air, Bel Air [Mauritius] |                                  | Bel Air                  | [ 9 ] [ 10 ] |
|      | Lokomotive der Skylark class | B 1' n2t           | Kerr Stuart |             |         | |                                  | Beau Sejour Sugar Estate | [ 2 ] [ 11 ] |

## Spurweite 610 mm (2 Fuß)
| Foto | Nummer oder Name | Bauart / Achsfolge | Hersteller | Fabrik- nr. | Baujahr | Historie | Eigentümer / Betreiber / Strecke | Standort                                  | Bemerkungen                             |
| ---- | ---------------- | ------------------ | ---------- | ----------- | ------- | --- | -------------------------------- | ----------------------------------------- | --------------------------------------- |
|      |                  | C n2t              | O&K        | 12388       | 1932    | 762 mm, Beau Sejour Estate, Mauritius→ Plantage Beau Sejour [Mauritius] (1972 vh) / 19xx Beau Plan Museum, Beau Champ [Mauritius] |                                  | L’Aventure du Sucre Museum, Pamplemousses | restauriert und geschützt untergebracht |

## Spurweite unbekannt
| Foto | Nummer oder Name | Bauart / Achsfolge | Hersteller | Fabrik- nr. | Baujahr | Historie | Eigentümer / Betreiber / Strecke | Standort                | Bemerkungen                              |
| ---- | ---------------- | ------------------ | ---------- | ----------- | ------- | --- | -------------------------------- | ----------------------- | ---------------------------------------- |
|      | No. 606          | C n2t              | O&K        |             |         | |                                  | St. Félix               | [ 9 ] [ 13 ]                             |
|      |                  | C n2t              | O&K        | 11717       | 1928    | Anglo Ceylon Estate, Mauritius /→ Highlands Sugar Estate, Highlands [Mauritius] (1948 neuer Kessel) /→Denkmal, Highlands Sugar Estate, Cybercity |                                  | Highlands sugar factory | Lokomotive ist mit Kesselimitat versehen |